# Apospasta pannosa
Apospasta pannosa är en fjärilsart som beskrevs av Moore 1881. Apospasta pannosa ingår i släktet Apospasta och familjen nattflyn. Inga underarter finns listade i Catalogue of Life.